# Vitsada
Vitsada (in greco Βιτσάδα?; in turco Pınarlı), anche Vitsadha, è un villaggio di Cipro. Esso è situato de iure nel distretto di Famagosta e de facto nel distretto di Gazimağusa. È de facto sotto il controllo di Cipro del Nord. Prima del 1974 il villaggio era a popolazione mista, con maggioranza greco-cipriota.
Nel 2011 Vitsada aveva 167 abitanti.

## Geografia fisica
Vitsada è situata ai margini settentrionali della pianura della Messaria,  4 km a nord-est di Marathovounos.

## Origini del nome
L'origine del nome è oscura. Tuttavia, alcuni abitanti del luogo sostengono che il villaggio abbia preso il nome da una pianta nota a Cipro come vitcha (avroskillos in greco). Nel 1958, i turco-ciprioti hanno adottato il nome alternativo Pınarlı, che in turco significa "con acqua di sorgente".

## Società

### Evoluzione demografica
Vitsada è stato un villaggio misto fin dal periodo ottomano, quando i musulmani costituivano la maggioranza del villaggio. Nel censimento ottomano del 1831, i musulmani costituivano quasi l'85% della popolazione. Questa percentuale diminuì notevolmente durante i primi decenni dell'occupazione britannica, sino a raggiungere il 51% nel 1891. Nella prima metà del 900 a un aumento della popolazione greco-cipriota corrispose un ristagno di quella turco-cipriota. Conseguenza di ciò fu che nel censimento del 1946 i turco-ciprioti costituivano solo il 35% della popolazione e nel 1960 il numero era sceso al 33,8%.
A causa delle lotte intercomunitarie, il 18 febbraio 1964 tutti i turco-ciprioti di Vitsada/Pınarlı abbandonarono il villaggio e si rifugiarono nei villaggi vicini, principalmente a Chatos/Serdarlı, Knodara/Gönendere e Psyllatos/Sütlüce. Molti si stabilirono in seguito anche a Nicosia, per essere però trasferiti di nuovo nel loro villaggio dopo il 1974, anche se alcuni rimasero dove si erano rifugiati nel 1964 o emigrarono in altre località, soprattutto nelle città.
Tutti i greco-ciprioti di Vitsadha sono stati sfollati nell'agosto 1974. Attualmente, come il resto dei greco-ciprioti sfollati, i greco-ciprioti di Vitshada sono sparsi in tutto il sud dell'isola, soprattutto a Nicosia. La popolazione sfollata di Vitsada può essere stimata intorno ai 320-30 abitanti, dato che la popolazione greco-cipriota era di 317 persone nel 1973.
Oltre ai turco-ciprioti originari di Vitsada/Pınarlı che sono tornati dopo il 1974, il villaggio è stato ripopolato anche da turco-ciprioti provenienti da villaggi vicini come Knodara/Gönendere e Chatos/Serdarlı. Nel villaggio nel 1976 si stabilirono anche alcune famiglie turche, provenienti principalmente dalle province di Adana e Ağrı. Secondo il censimento del 2006, la popolazione del villaggio ammontava a 202 abitanti.